# إسماعيل باشا المفتش
إسماعيل باشا صديق، المعروف باسم إسماعيل باشا (المفتش) (1830 ـ اختفى في 18 نوفمبر 1876) هو سياسي مصري تولى منصب وزير المالية في عصر الخديو إسماعيل؛ الذي كان أخاه في الرضاعة بحكم إرضاع أم إسماعيل صديق للخديو.

## حياته
ولد إسماعيل صديق المفتش في عزبة أبيه بأسيوط (على أرجح الأقوال) سنة 1830، وكان والده «دونالى مصطفى أغا باشا» من قادة الجيش، أما أمه فكانت كبيرة وصيفات القصر وصديقة شخصية لخوشيار هانم والدة الخديو إسماعيل، وكان له أخوان هما إبراهيم صائب بك ونشأت بك؛ كما أن الابنة بالتبني للزوجة الثالثة للخديوي إسماعيل جشم آفت (فايقة هانم افندى) قد تزوجت من (مصطفى باشا صديق) ابن إسماعيل باشا المفتش ورزقت منه ب حسن بك، إبراهيم بك، فهيمة هانم، سيزا هانم، فاطمة هانم، بهية هانم، روحية هانم.

### عمله الحكومي
كانت أول وظيفة رسمية تولاها المفتش «مُسيّر الركائب» (أي رئيس الاسطبلات) للوالي عباس باشا، ثم صار مفتشا بالدائرة السنية بمديرية الشرقية، وبلغت أملاكه 130 فدانًا، ثم انتقل إلى مدينة السنطة، ومنها صار مفتش عموم الدائرة السنية حتى مارس 1863، وأُنعم عليه برتبة الباشوية، ونال النيشان العثماني من الدرجة الثالثة، ووصلت أطيانه في ذلك الوقت إلى 805 أفدنة.
كان الصعود الحقيقي لإسماعيل المفتش مع تولي أخيه في الرضاعة الخديو إسماعيل حكم مصر؛ إذ عينه إسماعيل مفتشًا للأقاليم البحرية، فنجح في إدارة تفتيشها وضبط كشوفه إلى درجة أثارت إعجاب الخديو فأرسل نموذجًا من تلك الكشوف إلى كل مديريات الوجه القبلي لتكون مثالًا يُحتذى في ضبط وتنظيم الكشوف؛ بعدها غلب عليه مسمى وظيفته (مفتش) على لقبه الأصلي (صديق)؛ حيث هذا ما كان شائعاً ورائجاً في زمانه. توسعت سلطات المفتش فيما بعد، فمنحه الخديو إسماعيل حق فصل وتعيين المستخدمين في المديريات الواقعة في إدارته حتى منصب الوكيل، وكان ذلك من سلطة الخديو فقط، وصار من حق المفتش تعيين وفصل العمد ومشايخ البلاد والمأمور والناظر. وقام بإجراءات واسعة لصالح الأهالي، فقد أجرى الأطيان بجهات الشرقية ودمياط على الأهالى بلا تميز، رغم أن الأوامر السابقة كانت عدم توزيعها على الأهالي حفاظًا عليها من البوار، كما ضبط جميع أطيان وعقارات الأوروبيين في مصر؛ إذ طلب من جميع المديريات الواقعة في نطاق تفتيشه تحرير كشوف بما امتلكه الأجانب. لأجل المراجعة والتأكد من موقفهم من العوائد والرسوم المقررة، منعًا للتهرب الذي حدث من بعضهم وحفاظًا على المال العام. وكان بعض الأوربيين ينشئون كثيرًا من وابورات حلج الأقطان دون الحصول على ترخيص من الحكومة، فمنعهم المفتش من ذلك، لما يترتب عليها من روائح كريهة وحرائق لقربها من المساكن وشكوى الأهالي، ووضع شروطا للموافقة على الترخيص لهم. وكانت شروطا تعجيزية مثل موافقة الحكومة وموافقة مفتش الهندسة وغيرها من الجهات، وقد أتاح ذلك للمصريين إقامة وابورات الحلج.
كُلف إسماعيل المفتش بالإشراف على إنشاء سكة حديد بنها - قليوب ومحطة كفر حمزة، وقام بتنظيم الأمور الخاصة بعمليات السخرة، فاستبعد المتوفين والمهاجرين من تعداد سكان القرى، واستبعد «أرباب الكارات والحرف والتجار» وأعفى خُدام المساجد والكنائس والشيوخ المتقدمين في السن والأولاد الذين تقل أعمارهم عن عشر سنوات، والكتاب والأنفار المخصصين للأبعاديات والأطيان، كما أصدر أمرًا باستبعاد كل من جاوز الأربعين من السخرة.
عمل المفتش أيضًا على توطين العربان، والقضاء على تمرداتهم وما كانوا يقومون به من نهب وسرقة، وقتل وخطف، بمصادرة أسلحتهم تارة وبمنحهم الأراضي تارة أخرى، وأقره الخديو إسماعيل على ذلك. كما أنشأ المفتش مصنعًا للورق لسد حاجة الحكومة منه، مستغنيًا عن الورق المستورد، وأشرف على إنتاج المصنع وجودته حتى استطاع أن يصدر الورق إلى الخارج، كما اهتم بإنشاء المدارس وجمع التبرعات لهذا الغرض، واستغل سلطته في فصل وتعيين المستخدمين وغيرهم، فتخلص من بعض الموظفين الأتراك وعين مصريين مكانهم.

### نظارة المالية
في أول أبريل 1868، تولى إسماعيل صديق، نظارة المالية، وظل بها ثمان سنوات انتهت عندما فُصل من الخدمة في 8 نوفمبر 1876. وفي فترة توليه للمالية أضيفت إليه لمدة عام نظارة الداخلية والدائرة السنية، وأسندت إليه أيضًا وظيفة مفتش العموم لمدة 27 شهرًا، كما كان من أعضاء المجلس الخصوصي، حتى سُمي في ذلك الوقت «الخديو الصغير».

## مكانته
كان المفتش هو الرجل الثاني في الدولة، حتى أن أمراء الأسرة العلوية كانوا يغارون منه، وقد كتب إسماعيل صدقي باشا رئيس وزراء مصر الأسبق في مذكراته التي صدرت سنة 1950:
| إسماعيل باشا المفتش | ولدتُ في 15 يونيو 1875، وكان إسماعيل صديق باشا في أوج مجده وسلطانه، فسماني والدي باسمه ـ كما هو عادة الناس حين يسمون أبناءهم بأسماء العظماء والوزراء المشهورين ـ وهو اسم يجمع بين الخديو وناظره. و بعد أن وقعت الواقعة وذهب صديق باشا ولم يُعرف إلى أين ذهب ، خشى والدي أن يكون في اسمى وقتئذ ما يُشعر بولائه للوزير المنكوب، فأسرع بتحويره من إسماعيل صديق إلى إسماعيل صدقي. | إسماعيل باشا المفتش |

## قصر الزعفران
كان إسماعيل صديق يمتلك قصر الزعفران، فاشتراه منه الخديو إسماعيل سنة 1872 وأهداه إلى والدته خوشيار هانم.

## الخلاف مع الخديو
انتهى أمر إسماعيل المفتش بالخلاف مع الخديو والإطاحة به. وكان العرابيون وأنصار الحركة الوطنية يرون أن الخديو أبعد المفتش لأنه رفض سياسة الاستدانة ورفض الانصياع للتدخلات الاجنبية، وكان رأيه أن مالية البلاد تتحمل تسديد الديون مع بعض التنظيم، لكن المهم التصدي للتدخلات الأوروبية، وهو ما لم يكن الخديو إسماعيل يريده، كان الخديو ـ الذي كان مقدمًا على صراع مع السلطان العثماني ـ يريد أن يتقرب إلى الأوروبيين ويضمهم إلى صفه.

## اختفاؤه الغامض
لا يُعرف الكثير عن نهاية إسماعيل المفتش، غير أن الثابت أن الخديو زاره في منزله صباح يوم الجمعة واصطحبه إلى مقره بالجزيرة (فندق ماريوت الآن)، وهناك حُبس المفتش حتى آخر النهار ثم حُمل إلي سفينة منفيًا إلى دنقلة، وقبل حلوان قُتل بطريقة بشعة؛ إذ جذبه القاتل من خصيتيه بعنف وظل يضغط عليهما حتى لفظ أنفاسه فأُلقي في النيل، ولم يُعثر له على جثة وليس له قبر حتى الآن. وقد توقف المحللون أمام قرار الخديوي إسماعيل بالتخلص من المفتش؛ فبعد أن اصطدم المفتش بالمراقبين الاوروبيين بسبب موقفه الرافض لسياسة الإستدانة قرر الخديوي دعوة المجلس الخصوصي للإنعقاد لإدانة المفتش؛ وكان بالمجلس كبار المسؤولين والأمراء المصريين فحكموا بخيانة المفتش وقالوا انه كان يدبر لإنقلاب على الخديوي إسماعيل، ولم يكن شييء من ذلك صحيحا. لقد أراد المجلس الخصوصي محاكمة المفتش، لكن لم ينتبهوا إلى مسألة وهي ان المفتش كان يحمل النيشان من السلطان العثماني، وبذلك لم يكن يحق للخديوي ان يحاكمه داخل مصر فقرر الاستباق وإزاحة المفتش بهذه الطريقة، لذلك تمت عملية إلقاء جثة المفتش في النيل لإخفاء معالم الجريمة وللحؤول دون دفنه في مقبرة خاصة به، لذا مهما تعددت السيناريوهات والروايات حول مقتله، سيظل الإختفاء غامضاً في الكثير من جوانبه لإتصافه بالجريمة المنظمة التي يصعب إكتشاف كافة تفاصيلها وملابساتها.
أما الرواية الرسمية فتزعم أن المفتش وصل إلى دنقلة، وأنه مات هناك من شدة السُّكْر، وفقًا لشهادة الوفاة التي حررها طبيب إيطالي.